# Neacomys macedoruizi
Neacomys macedoruizi és una espècie de mamífer rosegador de la família dels cricètids. És endèmic del departament de Huánuco (Perú). El seu hàbitat natural són les selves primàries premontanes. Té el pelatge dorsal taronja amb algunes ratlles negres, mentre que el pelatge ventral és blanc. L'espècie fou anomenada en honor del zoòleg peruà Hernando de Macedo Ruiz. Com que fou descoberta fa poc, l'estat de conservació d'aquesta espècie encara no ha estat avaluat formalment.